# 美國公共衛生期刊
《美國公共衛生期刊》（American Journal of Public Health）是美國公共衛生協會（APHP）發行經同行評審的公共衛生期刊，主要內容涵蓋衛生政策和公共衛生。現任總編輯是阿爾弗雷多·莫拉比亞。
該期刊成立於1911年，旨於推動公共衛生之研究、政策、實踐與教育。偶爾會發表主題增刊。該期刊因2013年6月1日起將OA從2年延長至10年而受爭議。

## 評價
該期刊在特殊圖書館協會（SPA）票選為過去 100 年來生物學和醫學領域最具影響力的 100 種期刊之一。根據期刊引证报告該期刊在2019的影响因子是6.464.

## 外部連結
- 官方网站